# کشتار پالمیری

زنان لهستانی که برای اعدام و کشتار جمعی به جنگلی در نزدیکی پالمیری برده می‌شوند.

کشتار پالمیری (لهستانی: Zbrodnia w Palmirach) از سری کشتارهایی بود که با توسل به زور توسط آلمان نازی طی جنگ جهانی دوم اعمال شد. این کشتار در نزدیکی روستای پالمیره واقع در جنگل کامپینوسکا در شمال‌شرقی ورشو صورت گرفت.
حوالی دسامبر ۱۹۳۹ و ژوئیه۱۹۴۱ بیش از ۱۷۰۰ شهروند یهودی لهستانی (قوم) که عمدتاً زندانیان زندان پاویاک بودند توسط اس‌اس و پلیس آلمان نازی در جنگل گلید نزدیک روستای پالمیره به جوخه اعدام سپرده شدند.
بهترین مستند این کشتار در ژوئن ۱۹۴۰ بود که ۳۵۸ نفر از اعضای نخبگان سیاسی، فرهنگی و اجتماعی لهستان در یک کشتار جمعی به قتل رسیدند. بنابر این پالمیره یکی از بدنام‌ترین مکان‌های جنایات و اماکن کشتار جمعی آلمان نازی در لهستان است، این مکان در کنار کشتار کاتین به نمادی از محل کشته شدن لهستانی‌ها به نام اینتلیجنتسیا در حین جنگ جهانی دوم به‌شمار می‌رود.